# Hagenulopsis ingens
Hagenulopsis ingens är en dagsländeart som beskrevs av Lugo-ortiz och Mccafferty 1996. Hagenulopsis ingens ingår i släktet Hagenulopsis och familjen starrdagsländor. Inga underarter finns listade i Catalogue of Life.